# Indische Frauen-Cricket-Nationalmannschaft in England in der Saison 2014
Die Tour der indischen Cricket-Nationalmannschaft nach England in der Saison 2014 fand vom 13. bis zum 25. August 2014 statt. Die internationale Cricket-Tour war Bestandteil der Internationalen Cricket-Saison 2014 und umfasste einen WTests und drei WODIs. Indien gewann die WTest-Serie 1–0 und England die WODI-Serie 2–0.

## Vorgeschichte
Für beide Mannschaften war es die erste Tour der Saison.
Das letzte Aufeinandertreffen der beiden Mannschaften bei einer Tour fand in der Saison 2012 in England statt.

## Stadien
Die folgenden Stadien wurden für die Tour als Austragungsort vorgesehen, die am 24. Februar 2014 bekanntgegeben wurden.
| Stadion                  | Stadt        | Kapazität | Spiele       |
| ------------------------ | ------------ | --------- | ------------ |
| Lord’s Cricket Ground    | London       | 30.000    | 3. WODI      |
| North Marine Road Ground | Scarborough  | 11.500    | 1. & 2. WODI |
| Wormsley Park            | Stokenchurch |           | 1. WTest     |

## Kaderlisten
Indien benannte seine Kader am 17. Juli 2024.
England benannte seine Kader am 10. August 2024.
| WTest | WTest | WODI | WODI |
| England | Indien | England | Indien |
| --- | --- | --- | --- |
| - Charlotte Edwards (K) - Heather Knight (VK) - Tammy Beaumont - Stephanie Butler - Kate Cross - Lydia Greenway - Jenny Gunn - Amy Jones (wk) - Sonia Odedra - Nat Sciver - Anya Shrubsole - Sarah Taylor (wk) - Lauren Winfield - Rebecca Grundy | - Mithali Raj (K) - Harmanpreet Kaur (VK) - Ekta Bisht - Rajeshwari Gayakwad - Jhulan Goswami - Karu Jain (wk) - Thirush Kamini - Smriti Mandhana - Niranjana Nagarajan - Shikha Pandey - Poonam Yadav - Swagatika Rath - Poonam Raut - Shubhlakshmi Sharma - Vellaswamy Vanitha - Sushma Verma | - Charlotte Edwards (K) - Heather Knight (VK) - Tammy Beaumont - Katherine Brunt - Kate Cross - Lydia Greenway - Jenny Gunn - Danielle Hazell - Amy Jones (wk) - Sonia Odedra - Nat Sciver - Anya Shrubsole - Sarah Taylor (wk) - Lauren Winfield - Rebecca Grundy | - Mithali Raj (K) - Harmanpreet Kaur (VK) - Ekta Bisht - Rajeshwari Gayakwad - Jhulan Goswami - Karu Jain (wk) - Thirush Kamini - Smriti Mandhana - Niranjana Nagarajan - Shikha Pandey - Poonam Yadav - Swagatika Rath - Poonam Raut - Shubhlakshmi Sharma - Vellaswamy Vanitha - Sushma Verma |

## Tour Matches
| 7. – 8. August Scorecard | Loughborough | Indien 294 (106.1) | – | England Academy Women 97-5 (41.4) |
|                          |              | Remis              |   |                                   |

## Tests

### Erster Test in Stokenchurch
| 13. – 16. August Scorecard | Stokenchurch | England 92 (41.2) & 202 (96.3) | – | Indien 114 (64.2) & 183-4 (95.3) |
|                            |              | Indien gewinnt mit 6 Wickets   |   |                                  |

Indien gewann den Münzwurf und entschied sich als Feldmannschaft zu beginnen. Als Spielerin des Spiels wurde Jenny Gunn ausgezeichnet.

## Women’s One-Day Internationals

### Erstes WODI in Scarborough
| 21. August Scorecard | Scarborough | Indien 193-8 (47/47)                     | – | England 153-3 (30.1/30.1) |
|                      |             | England gewinnt mit 42 Runs (D/L method) |   |                           |

England gewann den Münzwurf und entschied sich als Feldmannschaft zu beginnen. Als Spielerin des Spiels wurde Heather Knight ausgezeichnet.

### Zweites WODI in Scarborough
| 23. August Scorecard | Scarborough | England 214-9 (50)          | – | Indien 201 (48.4) |
|                      |             | England gewinnt mit 13 Runs |   |                   |

Indien gewann den Münzwurf und entschied sich als Feldmannschaft zu beginnen. Als Spielerin des Spiels wurde Charlotte Edwards ausgezeichnet.

### Drittes WODI in London
| 25. August Scorecard | London (Lord’s) | England  | – | Indien |
|                      |                 | Abgesagt |   |        |

Das Spiel wurde auf Grund von Regenfällen abgesagt.

## Auszeichnungen

### Player of the Series
Als Player of the Series wurden der folgende Spieler ausgezeichnet.
| Serie | Player of the Series |
| ----- | -------------------- |
| WODI  | Charlotte Edwards    |

### Player of the Match
Als Player of the Match wurden die folgenden Spielerinnen ausgezeichnet.
| Spiel    | Player of the Match |
| -------- | ------------------- |
| 1. WTest | Jenny Gunn          |
| 1. WODI  | Heather Knight      |
| 2. WODI  | Charlotte Edwards   |
| 3. WODI  | –                   |

## Statistiken
Die folgenden Cricketstatistiken wurden bei dieser Tour erzielt.
| Tests               | Tests      | Tests   | Tests   | Tests   | Tests   | Tests   | Tests   | Tests   |
| Batting             | Batting    | Batting | Batting | Batting | Batting | Batting | Batting | Batting |
| Spieler             | Mannschaft | Spiele  | Innings | Runs    | Average | HS      | 100s    | 50s     |
| ------------------- | ---------- | ------- | ------- | ------- | ------- | ------- | ------- | ------- |
| Charlotte Edwards   | England    | 2       | 2       | 165     | 165,00  | 108*    | 1       | 1       |
| Smriti Mandhana     | Indien     | 2       | 2       | 106     | 53,00   | 74      | 0       | 1       |
| Heather Knight      | England    | 2       | 2       | 66      | 33,00   | 53      | 0       | 1       |
| Mithali Raj         | Indien     | 2       | 2       | 64      | 32,00   | 34      | 0       | 0       |
| Harmanpreet Kaur    | Indien     | 2       | 2       | 51      | 25,50   | 43      | 0       | 0       |
| Bowling             |            |         |         |         |         |         |         |         |
| Spieler             | Mannschaft | Spiele  | Overs   | Wickets | Average | BBI     | 5W      | 10W     |
| Heather Knight      | England    | 2       | 14.0    | 5       | 11,40   | 3/28    | 0       | 0       |
| Rajeshwari Gayakwad | Indien     | 2       | 15.0    | 5       | 11,80   | 4/42    | 0       | 0       |
| Jenny Gunn          | England    | 2       | 20.0    | 5       | 11,80   | 4/23    | 0       | 0       |
| Jhulan Goswami      | Indien     | 2       | 16.1    | 4       | 12,75   | 3/30    | 0       | 0       |
| Anya Shrubsole      | England    | 2       | 18.0    | 4       | 22,75   | 2/44    | 0       | 0       |